# Carex illota
Espèce
Classification phylogénétique
Carex illota est une espèce de plantes du genre Carex et de la famille des Cyperaceae.